# Helmuth Koinigg
Helmuth Koinigg (n. 3 noiembrie 1948, Viena, Zonele aliate de ocupație din Austria – d. 6 octombrie 1974, Circuitul Watkins Glen, New York, SUA) a fost un pilot de Formula 1. De-a lungul carierei a luat startul în 2 curse, niciuna din pole-position. Nu a câștigat nicio cursă și nu a terminat niciodată pe podium, acumulând 0 puncte în întreaga activitate ca pilot de Formula 1.